# Жога Артем Володимирович
Артем Володимирович Жога (нар. 18 січня 1975) — проросійський бойовик, політик, командир батальйону «Спарта» (2022—2023) та голова Народної ради Донецької народної республіки (2023—2024), повноважний представник Президента Росії в Уральському федеральному окрузі з 2 жовтня 2024 року.
Батько Володимира Артемовича Жоги (Герой Російської Федерації).

## Біографія
Народився в селищі Широкому Магаданської області РРФСР, СРСР 18 січня 1975 року. Син Володимир народився в 1993 році, і незабаром сім'я переїхала до Слов'янська. До початку війни на сході України Жога займався бізнесом, керував кількома рибними магазинами в Слов'янську.
Після початку війни на сході Україниі Жога та його син Володимир приєдналися до проросійських сепаратистських сил і записалися в батальйон «Спарта», ставши близькими друзями з його командиром Арсеном Павловим. Домовившись з «Моторолою», він підприємцем почав знімати пересування та скупчення військ Збройних Сил України, а також їхні блокпости у місті і на його околицях та надавати всю інформацію російським окупантам. Цим Артем Жога займався до кінця червня 2014 року. Через 2-3 тижні після звільнення Слов'янська під росіян Жога виїхав зі Святогірська автобусним рейсом до Донецька.
Після того, як Павлов був убитий у 2016 році, Володимир Жога змінив його на посаді командира батальйону «Спарта», а Артем був призначений начальником штабу батальйону.
У березні 2022 року під час російського вторгнення в Україну його син загинув у бою за Волноваху. Його змінив на посаді командира батальйону Артем Жога.
Був серед спікерів на провоєнному мітингу в Москві в березні 2022 року і заявив, що «наше завдання — звільнити нашу землю від нацистів».
9 травня 2022 року до Дня Перемоги Жога зустрівся з Володимиром Путіним у Москві, де йому вручили звання Героя РФ його сина. 30 вересня 2022 року його бачили в першому ряду під час церемонії підписання Володимиром Путіним у Георгіївському залі Московського Кремля анексії Півдня та Сходу України Росією.
У червні 2022 року разом з російським пропагандистом Семеном Пєговим створив у Донецьку так званий «Республіканський центр безпілотних авіаційних систем», названий на честь свогого загиблого у Волновасі сина, про який той вже давно мріяв. Там готують операторів БПЛА та FPV-дронів для російської армії. Даний «навчальний заклад» знаходиться у приміщеннях колишньої будівлі факультету Донецького юридичного інституту. За словами Артема Жоги, деякі випускники даного «закладу» з часу початку його існування проходили своє бойове хрещення не лише на окупованих росіянами районах Донеччини та Луганщини, але ще й у країнах Африки.

У 2023 році Жога приєднався до правлячої партії «Єдина Росія» і пішов у політику. На російських регіональних виборах 2023 року в окупованій Донецькій області Жога був обраний депутатом Народної ради Донецької народної республіки. 20 вересня Жога був обраний головою Народної ради ДНР.
Під час заходу на честь дня героїв вітчизни 8 грудня 2023 Артем Жога, просив Путіна взяти участь у виборах Президента РФ, що мають відбутися у березні 2024 року. Владімір Путін відповів Артему, що буде балотуватися на посаду президента.
2 жовтня 2024 року призначений повноважним представником президента в Уральському федеральному окрузі.
25 жовтня 2024 року, згідно з указом Володимира Путіна, включений до складу Ради Безпеки Російської Федерації.
В березні 2025 року став повпред Володимира Путіна в Уральському федеральному окрузі.

## Санкції
24 лютого 2023 року доданий до санкційного списку США.
26 липня 2023 року доданий до санкційного списку Японії.
1 квітня 2023 року доданий до санкційного списку України.